# Skytte vid olympiska sommarspelen 2004
Tävlingarna i skytte vid olympiska sommarspelen 2004 hölls i Markopoulo Olympic Shooting Centre mellan den 14 och 24 augusti 2004. Programmet var detsamma som vid olympiska spelen 2000 med totalt 17 grenar.

## Medaljfördelning
| Pl.    | Nation                 | Guld | Silver | Brons | Totalt |
| ------ | ---------------------- | ---- | ------ | ----- | ------ |
| 1      | Kina                   | 4    | 2      | 3     | 9      |
| 2      | Ryssland               | 3    | 4      | 3     | 10     |
| 3      | Tyskland               | 2    | 1      | 0     | 3      |
| 3      | USA                    | 2    | 1      | 0     | 3      |
| 5      | Italien                | 1    | 2      | 0     | 3      |
| 6      | Australien             | 1    | 0      | 1     | 2      |
| 6      | Bulgarien              | 1    | 0      | 1     | 2      |
| 8      | Ungern                 | 1    | 0      | 0     | 1      |
| 8      | Ukraina                | 1    | 0      | 0     | 1      |
| 8      | Förenade Arabemiraten  | 1    | 0      | 0     | 1      |
| 11     | Sydkorea               | 0    | 2      | 1     | 3      |
| 12     | Tjeckien               | 0    | 1      | 1     | 2      |
| 13     | Finland                | 0    | 1      | 0     | 1      |
| 13     | Indien                 | 0    | 1      | 0     | 1      |
| 13     | Serbien och Montenegro | 0    | 1      | 0     | 1      |
| 13     | Spanien                | 0    | 1      | 0     | 1      |
| 17     | Azerbajdzjan           | 0    | 0      | 2     | 2      |
| 18     | Österrike              | 0    | 0      | 1     | 1      |
| 18     | Belarus                | 0    | 0      | 1     | 1      |
| 18     | Kuba                   | 0    | 0      | 1     | 1      |
| 18     | Nordkorea              | 0    | 0      | 1     | 1      |
| 18     | Slovakien              | 0    | 0      | 1     | 1      |
| Totalt | Totalt                 | 17   | 17     | 17    | 51     |

## Medaljörer

### Damer
| Gren                                  | Guld                      | Silver                               | Brons                                |
| 50 m gevär tre positioner Detaljer... | Ljubov Galkina Ryssland   | Valentina Turisini Italien           | Wang Chengyi Kina                    |
| 10 m luftgevär Detaljer...            | Du Li Kina                | Ljubov Galkina Ryssland              | Kateřina Emmons Tjeckien             |
| 25 m pistol Detaljer...               | Mariya Grozdeva Bulgarien | Lenka Marušková Tjeckien             | İradə Aşumova Azerbajdzjan           |
| 10 m luftpistol Detaljer...           | Olena Kostevitj Ukraina   | Jasna Šekarić Serbien och Montenegro | Mariya Grozdeva Bulgarien            |
| Trap Detaljer...                      | Suzanne Balogh Australien | María Quintanal Spanien              | Lee Bo-Na Sydkorea                   |
| Dubbeltrap Detaljer...                | Kim Rhode USA             | Lee Bo-Na Sydkorea                   | Gao E Kina                           |
| Skeet Detaljer...                     | Diána Igaly Ungern        | Wei Ning Kina                        | Zemfira Meftachetdinova Azerbajdzjan |

### Herrar
| Gren                                  | Guld                                   | Silver                      | Brons                      |
| 50 m gevär tre positioner Detaljer... | Jia Zhanbo Kina                        | Michael Anti USA            | Christian Planer Österrike |
| 50 m gevär liggande Detaljer...       | Matthew Emmons USA                     | Christian Lusch Tyskland    | Sergej Martynov Belarus    |
| 10 m luftgevär Detaljer...            | Zhu Qinan Kina                         | Li Jie Kina                 | Jozef Gönci Slovakien      |
| 50 m pistol Detaljer...               | Mikhail Nestrujev Ryssland             | Jin Jong-oh Sydkorea        | Kim Jong-Su Nordkorea      |
| 25 m snabbpistol Detaljer...          | Ralf Schumann Tyskland                 | Sergej Poljakov Ryssland    | Sergej Alifirenko Ryssland |
| 10 m luftpistol Detaljer...           | Wang Yifu Kina                         | Mikhail Nestrujev Ryssland  | Vladimir Isakov Ryssland   |
| Trap Detaljer...                      | Aleksej Alipov Ryssland                | Giovanni Pellielo Italien   | Adam Vella Australien      |
| Dubbeltrap Detaljer...                | Ahmed Al Maktoum Förenade Arabemiraten | Rajyavardhan Rathore Indien | Wang Zheng Kina            |
| Skeet Detaljer...                     | Andrea Benelli Italien                 | Marko Kemppainen Finland    | Juan Miguel Rodríguez Kuba |
| 10 m rörligt mål Detaljer...          | Manfred Kurzer Tyskland                | Aleksandr Blinov Ryssland   | Dmitrij Lykin Ryssland     |